# Blanca Martínez Gómez
Blanca Azucena Martínez Gómez (Ampuero, Cantabria, el 5 de marzo de 1972) es una ingeniera y política española, que ha sido senadora en las Cortes Generales por Cantabria, consejera del Gobierno de Cantabria y técnica comarcal agraria de la Oficina de Ramales de la Victoria.

## Biografía
Nació el 5 de marzo de 1972 en el municipio cántabro de Ampuero. La mayor de tres hermanos, estudió Ingeniería Técnica Agrícola en la Universidad de Palencia. Está casada y tiene dos hijos. Trabaja como técnica comarcal agraria de la oficina de Ramales de la Victoria.

### Trayectoria profesional
Desde 1995 y hasta 1998 desempeñó su actividad profesional en la Cooperativa Valles Unidos del Asón. Fue técnica del Servicio de Reforma de Estructuras de la Dirección General de Desarrollo Rural entre 1998 y 2001, desempeñando el cargo de jefa del Negociado de Estadística de la Consejería de Ganadería del Gobierno de Cantabria entre 2001 y 2004. En la actualidad es técnica comarcal agrario de la Oficina de Ramales de la Victoria. En 2011 se convirtió en la primera mujer que dirige la Consejería de Ganadería, Pesca y Desarrollo Rural.

### Carrera política
El 29 de junio de 2011 fue nombrada por el entonces presidente del Gobierno de Cantabria, Ignacio Diego, consejera de Ganadería, Pesca y Desarrollo Rural. Cargo en el que estuvo hasta 2015.
En diciembre de ese mismo año se presentó a las elecciones generales como número dos en la lista del Partido Popular para el Senado, resultando elegida. En las elecciones del 26 de junio de 2016 volvió a salir elegida junto a sus compañeros de partido Francisco Javier Fernández González, María Esther Merino Portugal y el socialista Miguel Ángel González Vega. Cesó en marzo de 2019.
| Predecesor: Jesús Oria (Ganadería, Pesca, Desarrollo Industrial y Biodiversidad) | Consejera de Ganadería, Pesca y Desarrollo Rural de Cantabria 2011-2015 | Sucesor: Jesús Oria |